# Hélène Laporte
Hélène Laporte (Villeneuve-sur-Lot, 29 de diciembre de 1978) es una política conservadora francesa integrada en el partido Agrupación Nacional (denominado hasta 2018, Frente Nacional).

## Biografía
Hélène Laporte nació el 29 de diciembre de 1978 en Villeneuve-sur-Lot. Su abuelo, Jacques Laporte, fue candidato por el Frente Nacional en las elecciones legislativas de 1997 en Villeneuve-sur-Lot y su madre, Isabelle Laporte, fue elegida de la oposición municipal en la misma ciudad.
Es analista bancaria y asesora de gestión patrimonial. Está casada con un cirujano ortopédico de Burdeos, y es madre de dos hijos.
Un año después de unirse al Frente Nacional, se presentó a las elecciones regionales de 2015, al final de las cuales fue elegida Consejera Regional para la región de Aquitania-Limousin-Poitou-Charentes, luego llamada Nueva Aquitania.
Consejera regional de Lot-et-Garonne, fue la segunda en la lista de la Agrupación Nacional para las elecciones europeas de 2019.
Es miembro del Parlamento Europeo.